# West Siloam Springs
West Siloam Springs – miasto w Stanach Zjednoczonych, w stanie Oklahoma, w hrabstwie Delaware.